# 福島勇樹
福島 勇樹（ふくしま ゆうき、1979年8月20日 - ）は、東京都出身の競艇選手。登録番号4083。身長165cm。血液型AB型。87期。東京支部所属。同期に石橋道友、杉山正樹、出畑孝典らがいる。特技、スキー。

## 来歴
- 2000年11月8日、平和島競艇場で初出走・初勝利。
- 2002年1月14日、常滑競艇場でデビュー初優出（5着)。
- 2003年7月12日、蒲郡競艇場でデビュー初優勝。
- 2004年6月12日、江戸川競艇場で行われた「江戸川大賞 開設49周年競走」で、G1初出走（6着）。6月14日、G1初勝利。
- 2009年5月17日、蒲郡競艇場で行われた「オールジャパン竹島特別 開設54周年記念競走」で、G1初優出（2着）。
- 8月4日、浜名湖競艇場で行われたダイヤモンドカップでG1初優勝。
- 12月18日、住之江競艇場で行われた賞金王シリーズ戦でSG初出走（2着）。12月21日、SG初勝利。
- 2018年1月29日、通算1000勝達成。